# Adna Chaffee

Adna Chaffee

Adna Romanza Chaffee (sr.) (* 14. April 1842 in Orwell, Ashtabula County, Ohio; † 1. November 1914 in Los Angeles, Kalifornien) war ein US-amerikanischer Offizier. In den Jahren 1901 bis 1902 war er Militärgouverneur der Philippinen; zwischen 1904 und 1906 bekleidete er das Amt des Chief of Staff of the Army. Chaffee ist der Vater des gleichnamigen Panzergenerals.

## Werdegang
Beim Ausbruch des Bürgerkrieges trat Adna Chaffee im Jahr 1861 als einfacher Soldat dem Heer der Union bei. Dort diente er im sechsten Kavallerieregiment. Er nahm an mehreren Schlachten teil und wurde im September 1862 zum Oberfeldwebel befördert. Im Mai 1863 wurde er Leutnant. Damit begann eine lange Offizierslaufbahn in der US Army. Im weiteren Kriegsverlauf wurde er zwei Mal verwundet. Einmal geriet er in Kriegsgefangenschaft. Im Februar 1865 wurde er zum Oberleutnant befördert.
Nach dem Bürgerkrieg entschloss sich Chaffee in der Armee zu verbleiben. In den folgenden 30 Jahren war er im Westen der Vereinigten Staaten in verschiedenen Indianerkriegen eingesetzt. Dabei wurde er mehrfach befördert. Im Jahr 1867 wurde er Hauptmann, 1888 Major, 1897 Oberstleutnant und 1899 Oberst der regulären Armee. Chaffee nahm auch aktiv am Spanisch-Amerikanischen Krieg von 1898 teil. Damals war er neben seinem Rang in der Army Brigadegeneral der Freiwilligen. Zwischen 1898 und 1900 fungierte Chaffee als Stabschef von General Leonard Wood, dem Militärgouverneur auf Kuba.
Während des Boxeraufstandes in China im Jahr 1900 führte Adna Chaffee die amerikanischen Truppen, die Teil einer internationalen Streitmacht zur Niederschlagung des Aufstands waren. Er spielte eine Schlüsselrolle bei den Operationen zur Einnahme der chinesischen Hauptstadt Peking. Im Februar 1901 wurde er zum Generalmajor der regulären Armee befördert. Sein nächstes Kommando führte ihn auf die Philippinen. Dort war er zwischen dem 4. Juli 1901 und dem 4. Juli 1902 amerikanischer Militärgouverneur. Das war die Zeit des Philippinisch-Amerikanischen Krieges. Unter seinem Kommando wurde die Strategie der verbrannten Erde angewandt.
Anschließend wurde er Kommandeur des östlichen Militärdistrikts der Army (Department of the East).
Im Januar 1904 wurde Adna Chaffee zum Generalleutnant befördert. Zwischen dem 19. August 1904 und dem 14. Januar 1906 war er als Chief of Staff höchster Offizier der US Army. Von diesem Posten trat er auf eigenen Wunsch zurück. Damit schied er nach 45 Jahren aus dem Militärdienst aus. Nach seiner Militärzeit zog Adna Chaffee nach Los Angeles, wo er im Ausschuss für öffentliche Arbeiten der Stadtverwaltung saß. Dort ist er am 1. November 1914 auch verstorben. Er wurde auf dem Nationalfriedhof Arlington in Virginia beigesetzt. Sein gleichnamiger Sohn Adna Jr. (1884–1941) wurde später ebenfalls Offizier der US Army. Er war zuletzt Generalmajor.

## Sonstiges
Die Stadt Chaffee, Missouri im Scott County (Missouri) (gegründet 1905) ist nach ihm benannt.